# CAMK4
CAMK4 (англ. Calcium/calmodulin dependent protein kinase IV) – білок, який кодується однойменним геном, розташованим у людей на короткому плечі 5-ї хромосоми.  Довжина поліпептидного ланцюга білка становить 473 амінокислот, а молекулярна маса — 51 926.
| 10         |  | 20         |  | 30         |  | 40         |  | 50         |
| ---------- |  | ---------- |  | ---------- |  | ---------- |  | ---------- |
| MLKVTVPSCS |  | ASSCSSVTAS |  | AAPGTASLVP |  | DYWIDGSNRD |  | ALSDFFEVES |
| ELGRGATSIV |  | YRCKQKGTQK |  | PYALKVLKKT |  | VDKKIVRTEI |  | GVLLRLSHPN |
| IIKLKEIFET |  | PTEISLVLEL |  | VTGGELFDRI |  | VEKGYYSERD |  | AADAVKQILE |
| AVAYLHENGI |  | VHRDLKPENL |  | LYATPAPDAP |  | LKIADFGLSK |  | IVEHQVLMKT |
| VCGTPGYCAP |  | EILRGCAYGP |  | EVDMWSVGII |  | TYILLCGFEP |  | FYDERGDQFM |
| FRRILNCEYY |  | FISPWWDEVS |  | LNAKDLVRKL |  | IVLDPKKRLT |  | TFQALQHPWV |
| TGKAANFVHM |  | DTAQKKLQEF |  | NARRKLKAAV |  | KAVVASSRLG |  | SASSSHGSIQ |
| ESHKASRDPS |  | PIQDGNEDMK |  | AIPEGEKIQG |  | DGAQAAVKGA |  | QAELMKVQAL |
| EKVKGADINA |  | EEAPKMVPKA |  | VEDGIKVADL |  | ELEEGLAEEK |  | LKTVEEAAAP |
| REGQGSSAVG |  | FEVPQQDVIL |  | PEY        |  |            |  |            |

A: Аланін

C: Цистеїн

D: Аспарагінова кислота

E: Глутамінова кислота

F: Фенілаланін

G: Гліцин

H: Гістидин

I: Ізолейцин

K: Лізин

L: Лейцин

M: Метіонін

N: Аспарагін

P: Пролін

Q: Глутамін

R: Аргінін

S: Серин

T: Треонін

V: Валін

W: Триптофан

Кодований геном білок за функціями належить до трансфераз, кіназ, серин/треонінових протеїнкіназ, фосфопротеїнів. 
Задіяний у таких біологічних процесах як адаптивний імунітет, імунітет, запальна відповідь, поліморфізм. 
Білок має сайт для зв'язування з АТФ, нуклеотидами, молекулою кальмодуліну, іоном кальцію. 
Локалізований у цитоплазмі, ядрі.